# Cryptothele
Cryptothele là một chi nhện trong họ Zodariidae.

## Các loài
Các loài trong chi này gồm:
- Cryptothele alluaudi Simon, 1893
- Cryptothele ceylonica O. P.-Cambridge, 1877
- Cryptothele collina Pocock, 1901
- Cryptothele cristata Simon, 1884
- Cryptothele doreyana Simon, 1890
- Cryptothele marchei Simon, 1890
- Cryptothele sundaica Thorell, 1890
  - Cryptothele sundaica amplior Kulczyn'ski, 1911
  - Cryptothele sundaica javana Kulczyn'ski, 1911
- Cryptothele verrucosa L. Koch, 1872 *